# Luparense Calcio a 5 2007-2008
La Luparense comincia la stagione 2007-08 nel migliore di modi vincendo la sua prima Supercoppa italiana contro il Montesilvano. A febbraio vince anche la Coppa Italia superando per 2-1 l'Augusta, grazie anche al contributo nel neoacquisto Nuno che viene premiato come miglior giocatore del torneo. Nella stagione regolare, la squadra guidata da Jesús Velasco non conosce ostacoli, dominando l'intera stagione che la porterà a vincere per il secondo anno consecutivo lo scudetto battendo in finale gli storici rivali dell'Arzignano.

## Organico

### Prima squadra
| N° | Naz.                | Ruolo | Sportivo           | Anno     |  |  |
| -- | ------------------- | ----- | ------------------ | -------- |  |  |
| 1  | Brasile (bandiera)  | POR   | Alexandre Feller   | 28.09.71 |  |  |
| 2  | Brasile (bandiera)  | UNI   | Fernando Grana     | 26.08.79 |  |  |
| 3  | Brasile (bandiera)  | LAT   | Mauro Canal        | 25.06.86 |  |  |
| 4  | Brasile (bandiera)  | DIF   | Carlos Montovaneli | 13.09.73 |  |  |
| 5  | Brasile (bandiera)  | UNI   | Jocimar Jubanski   | 07.07.77 |  |  |
| 6  | Brasile (bandiera)  | UNI   | Patrick Nora       | 16.05.79 |  |  |
| 7  | Brasile (bandiera)  | PIV   | Nilson             | 06.05.77 |  |  |
| 8  | Paraguay (bandiera) | LAT   | René Villalba      | 08.07.81 |  |  |
| 9  | Brasile (bandiera)  | PIV   | Humberto Honorio   | 21.07.83 |  |  |
| 10 | Brasile (bandiera)  | LAT   | Vampeta            | 18.07.84 |  |  |
| 11 | Brasile (bandiera)  | LAT   | Daniel Ottoni      | 22.02.80 |  |  |
| 12 | Brasile (bandiera)  | POR   | Miguel Weber       | 29.06.83 |  |  |
| 14 | Brasile (bandiera)  | DIF   | Nuno               | 05.12.75 |  |  |
| 18 | Italia (bandiera)   | POR   | Marco Lorenzin     | 26.02.85 |  |  |

### Under-21
| N° | Naz.               | Ruolo | Sportivo       | Anno     |  |  |
| -- | ------------------ | ----- | -------------- | -------- |  |  |
| 13 | Albania (bandiera) | LAT   | Roald Halimi   | 01.07.88 |  |  |
| -  | Brasile (bandiera) | POR   | Rafael Peixoto | 17.01.88 |  |  |
| -  | Brasile (bandiera) | LAT   | Rodrigo Vaiz   | 05.02.87 |  |  |